# Cluse du Lac d'Annecy
Cluse du Lac d'Annecy este o arie protejată (sit de importanță comunitară — SCI) din Franța întinsă pe o suprafață de 282 ha, integral pe uscat.

## Localizare
Centrul sitului Cluse du Lac d'Annecy este situat la coordonatele 45°47′32″N 6°13′35″E / 45.79222°N 6.22639°E.

## Înființare
Situl Cluse du Lac d'Annecy a fost declarat arie specială de conservare în baza directivei 92/43 din 1992 referitoare la conservarea habitatelor naturale și a faunei și florei sălbatice pentru a proteja 1 specie de plante și 8 specii de animale.

## Biodiversitate
Situată în ecoregiunile alpină și continentală, aria protejată conține 22 de habitate naturale: Râuri de munte și vegetația lor lemnoasă cu Salix elaeagnos, Pajiști cu Molinia pe soluri calcaroase, turboase sau argilos-nămoloase (Molinion caeruleae), Mlaștini turboase de tranziție și turbării mișcătoare, Mlaștini alcaline, Păduri de fag Asperulo-Fagetum, Liziere de ierburi înalte hidrofile de câmpie și de nivel montan până la alpin, Pajiști uscate europene, Turbării active, Păduri aluvionare cu Alnus glutinosa și Fraxinus excelsior (Alno-Padion, Alnion incanae, Salicion albae), Păduri de fag Luzulo-Fagetum, Păduri de stejar sau de stejar și carpen sub-atlantice și medio-europene de Carpinion betuli, Ape puternic oligomezotrofe cu vegetație bentonică cu Chara spp., Pajiști carstice calcaroase sau bazofile, de Alysso-Sedion albi, Pajiști uscate seminaturale și facies de acoperire cu tufișuri pe substraturi calcaroase (Festuco-Brometalia) (* situri importante pentru orhidee), Fânețe de joasă altitudine (Alopecurus pratensis, Sanguisorba officinalis), Pajiști alpine și subalpine calcaroase, Păduri de fag din Europa Centrală dezvoltate pe sol calcaros cu Cephalanthero-Fagion, Păduri pe pante, grohotișuri și ravene de Tilio-Acerion, Grohotișuri termofile și vest-mediteraneene, Formațiuni stabile xerotermofile de Buxus sempervirens pe pante stâncoase (Berberidion p.p.), Pante stâncoase calcaroase cu vegetație casmofită, Râuri de munte și vegetația erbacee de pe malurile acestora.
La baza desemnării sitului se află mai multe specii protejate:
- plante (1): moșișoare (Liparis loeselii)
- amfibieni (1): izvoraș-cu-burta-galbenă (Bombina variegata)
- mamifere (2): liliac cârn (Barbastella barbastellus), castor (Castor fiber)
- nevertebrate (4): Coenagrion mercuriale, rădașcă (Lucanus cervus), Oxygastra curtisii, Vertigo angustior
- pești (1): zglăvoacă (Cottus gobio)

Pe lângă speciile protejate, pe teritoriul sitului au mai fost identificate 14 specii de plante, 10 specii de păsări, 2 specii de mamifere, 6 specii de nevertebrate.